# 원정일
원정일(元正一, 1945년 1월 10일 ~ )은 대한민국의 법조인이다.

## 생애
1945년에 태어나 경기고등학교와 서울대학교 법학과를 졸업하고 1967년 제7회 사법시험에서 합격하여 10기 사법연수원을 수료하고 1972년 대전지방검찰청 검사에 임용되었다. 사법시험 합격자가 제6회에서 17명, 제8회에서 80명이었던 것과 달리 5명만 합격했던 제7회에서 김진세, 심재륜과 함께 3명이 검찰에 지원했다. 시험 1등으로 합격하여 부산지검 서울지검을 거치며 70년대 소매치기 전문검사로 이름을 알렸던 김진세에 이어 원정일은 대검찰청과 법무부에서 쌓은 경력을 바탕으로 검찰의 황태자라고 불린 법무부 검찰1과장에 올랐다.
대검찰청 중수부과장, 법무부 검찰과장, 보호국장, 교정국장, 인천지방검찰청과 청주지방검찰청 광주고등검찰청에서 검사장, 대검찰청 강력부장 등을 거친 원정일은 1997년 8월 6일에서 1997년 8월 8일까지 대한민국 법무부 차관 직무대행 서리 직위를 이틀 간 지내다 1997년 8월 8일에 제37대 대한민국의 법무부 차관에 임명되어 정권교체된 이후인 1998년 3월 18일까지 역임했다.
원정일은 법무부 검찰1과 과장을 3년동안 맡으면서 검찰 인사제도의 마스터 플랜을 마련하는 등 기획과 행정분야에 탁월하다는 평가를 받았다. 다양한 분야에 박학다식하며 야생 동물학과 인문지리에 조예가 깊다.
1995년 5월 24일에 법무부장관이 된 김태정 검찰총장 후임으로 거론되기도 했으나 광주고등검찰청 검사장을 마지막으로 "한평생 국가와 검찰 걱정으로 살아왔다"며 "후배들을 위해 자리를 비켜주는 게 검찰의 아름다운 관행이지만 하고 싶은 일이 있었는 데 그 꿈을 실현하지 못하고 떠나게 돼 아쉽다"고 하면서 공직에서 물러났다. 2002년 11월 5일에 김정길 (법조인) 법무부 장관과 이명재 (법조인) 검찰총장의 사표가 수리됨에 따라 후임으로 중립적인 인사로 거명되기도 했다.
원정일은  광복 58년사는 1945년 해방둥이 세대의 시련과 도전, 성공과 좌절 그리고 재기의 기록을 문화일보 기획 시리즈에서 5·16 군사정변에 대해 "이후 어쨌든 경제발흥의 시대가 열렸던 사실을 평가해야 한다."고 하면서 "사회에서 한걸음 물러서 있는 세대가 됐다"는 점에 대해 "20~30대는 사회적으로 책임질 수 있는 연령이 아니다”며 “경륜을 통해 지혜와 경험을 쌓고 사회를 걱정할 수 있는 세대는 역시 50대 이후”라며 노무현 정부 출범 이후 "이렇든 저렇든 민주적인 절차를 통해 탄생한 정부가 잘되도록 도와줘야 한다고 생각했는데 요즘은 ‘도움을 줄 수도 없고 도와봤자 되지도 않을 것'이라는 생각이 많으며 요즘 젊은이들은 깊이가 없다"거나 "한 분야에만 쏠렸지 폭넓은 지식이 부족하다"고 했다.
한국ABC협회(회장 이성준) 정기 이사회가 열린 2015년 4월 9일에 일간신문 등 모든 인쇄매체 부수공사결과에 대한 독립적인 인증권한을 갖는 제3기 ABC협회 인증위원회 위원장에 위촉됐다. 임기는 2년이다.

## 경력
- 1972년 대전지방검찰청 검사
- 1974년 서울지방검찰청 검사
- 1977년 법무부 검찰4과 검사
- 1980년 부산지방검찰청 검사
- 1981년 법무부 검찰1과 검사
- 1982년 대검찰청 형사부 형사2과 과장
- 1983년 대검찰청 중앙수사부 중앙수사3과 과장
- 1985년 법무부 검찰2과 과장
- 1987년 서울지방검찰청 형사5부 부장검사
- 1988년 서울지방검찰청 형사3부 부장검사
- 1989년 서울지방검찰청 형사1부 부장검사
- 1990년 마산지방검찰청 차장검사
- 1991년 수원지방검찰청 차장검사
- 1992년 8월 ~ 1993년 3월 제4대 부산지방검찰청 동부지청 지청장
- 1993년 대구고등검찰청 차장검사
- 1993년 법무부 보호국장
- 1993년 4월 29일 법무부 교정국장 겸임[9]
- 1993년 9월 21일 ~ 1994년 9월 15일 제41대 청주지방검찰청 검사장
- !994년 법무부 교정국 국장
- 1995년 9월 20일 ~ 1997년 1월 22일 제11대 인천지방검찰청 검사장
- 1997년 대검찰청 강력부 부장
- 1997년 8월 8일 ~ 1998년 3월 18일 제37대 대한민국의 법무부 차관
- 1998년 3월 19일 ~ 1999년 5월 26일 제28대 광주고등검찰청 검사장
- 1998년 ~ 변호사 원정일 법률사무소 변호사
- 2015년 4월 9일 ~ 2017년 4월 9일 제3기 한국ABC협회 인증위원회 위원장
- 2022년 1월 ~ 앞서가는시민들의모임 발기인

## 가족 관계
- 배우자 : 홍정희 보관됨 2021-12-22 - 웨이백 머신(洪貞憙, 1945년 6월 5일 ~ 2021년 12월 19일) - 화백, 서양화가
  - 자녀 : 원택륜, 원혜원